# Яскулін
Яскулін (пол. Jaskulin) — село в Польщі, у гміні Добромеж Свідницького повіту Нижньосілезького воєводства.
Населення — 220 осіб (2021).
У 1975-1998 роках село належало до Валбжиського воєводства.

## Демографія
Демографічна структура станом на 2021 рік:
|          | Загалом | Допрацездатний вік | Працездатний вік | Постпрацездатний вік |
| -------- | ------- | ------------------ | ---------------- | -------------------- |
| Чоловіки | 111     | 20                 | 73               | 18                   |
| Жінки    | 109     | 16                 | 61               | 32                   |
| Разом    | 220     | 36                 | 134              | 50                   |

## Галерея

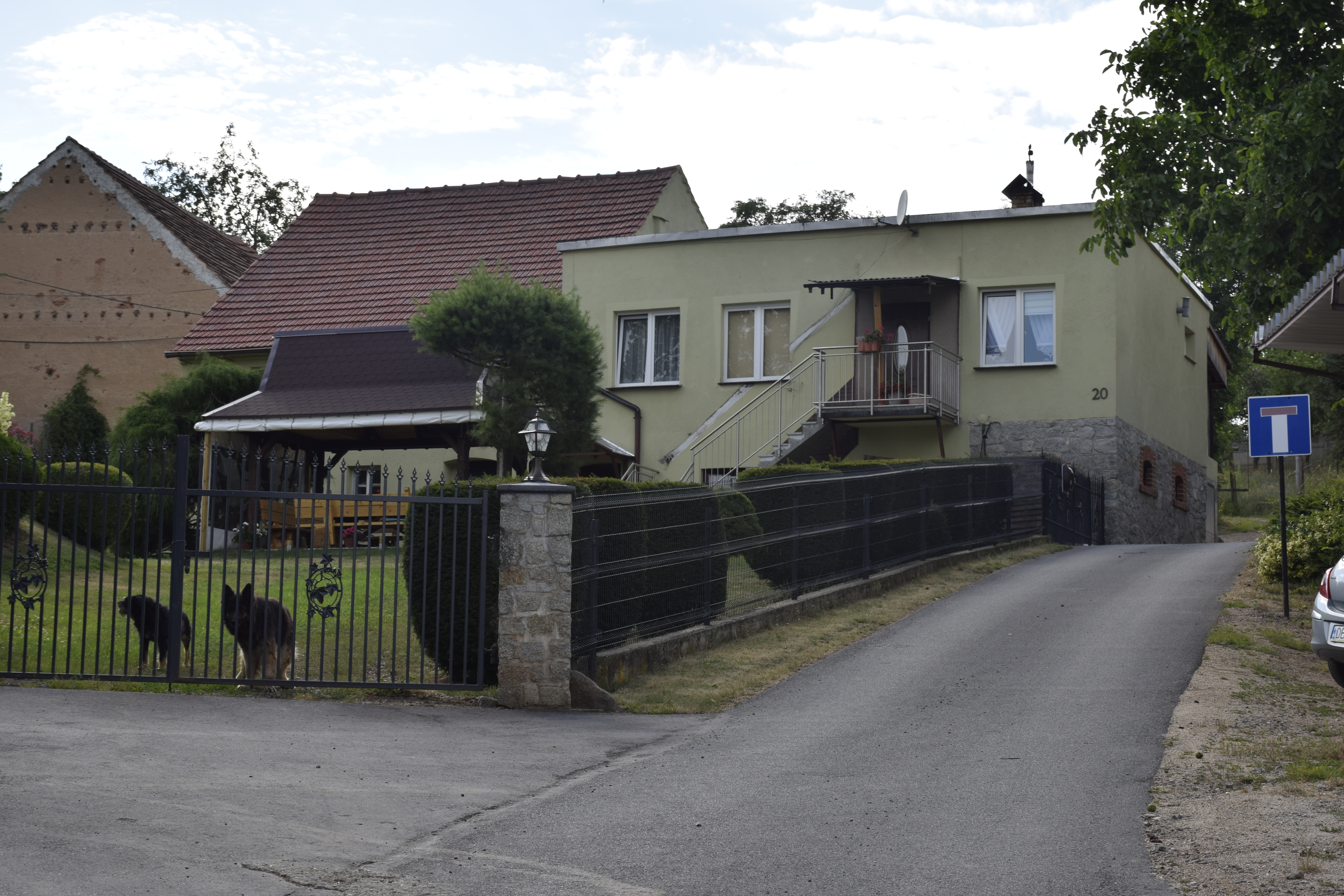
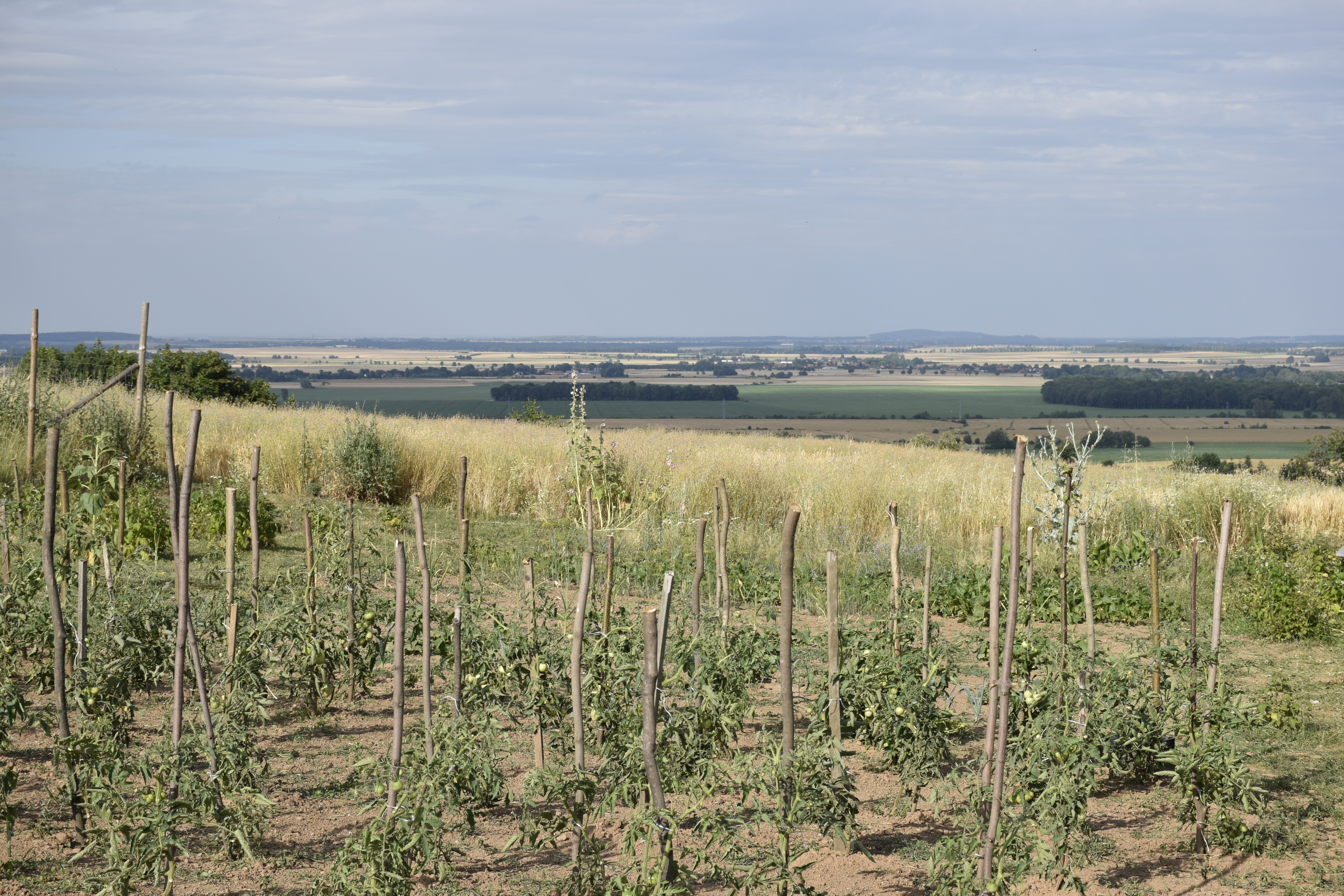
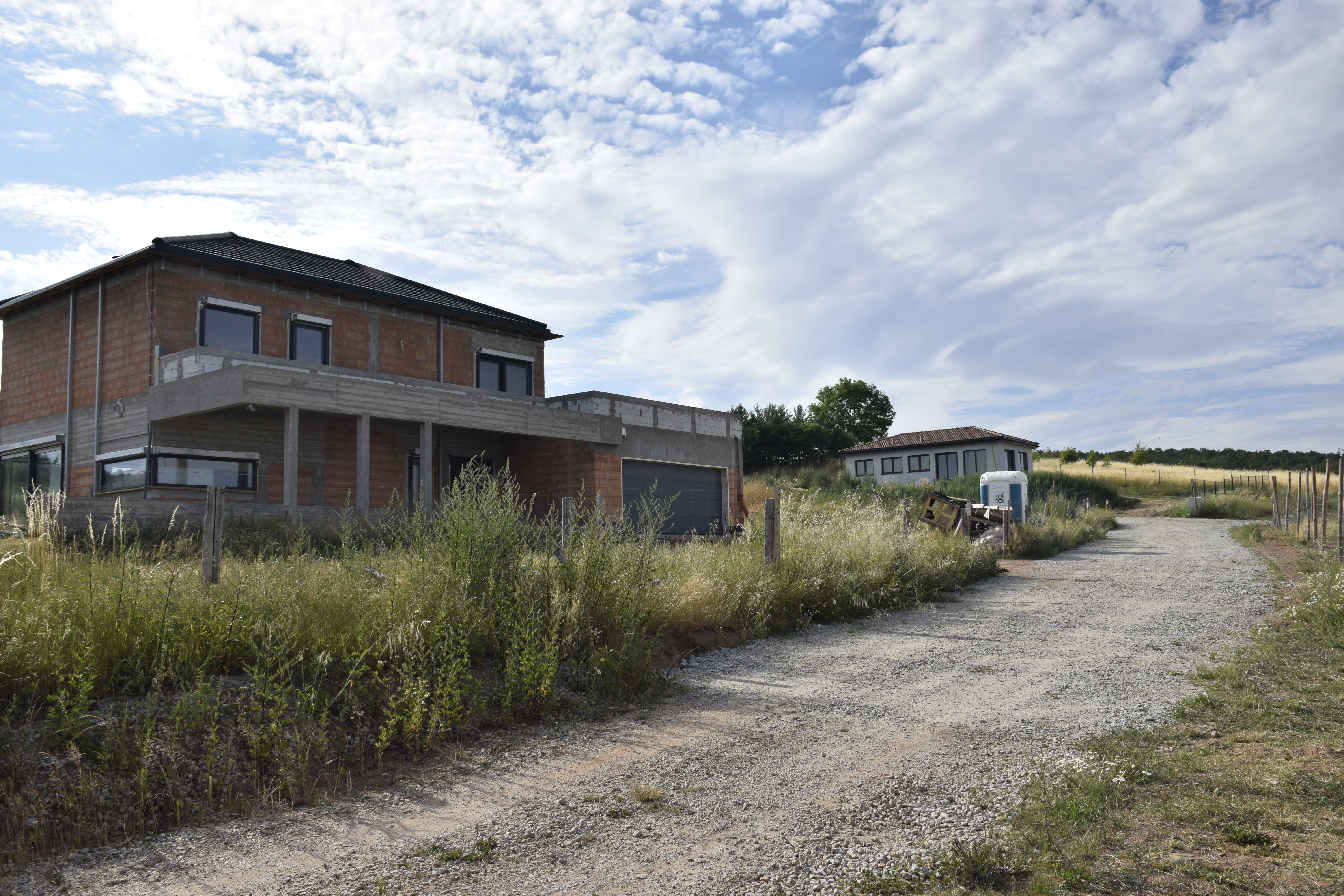
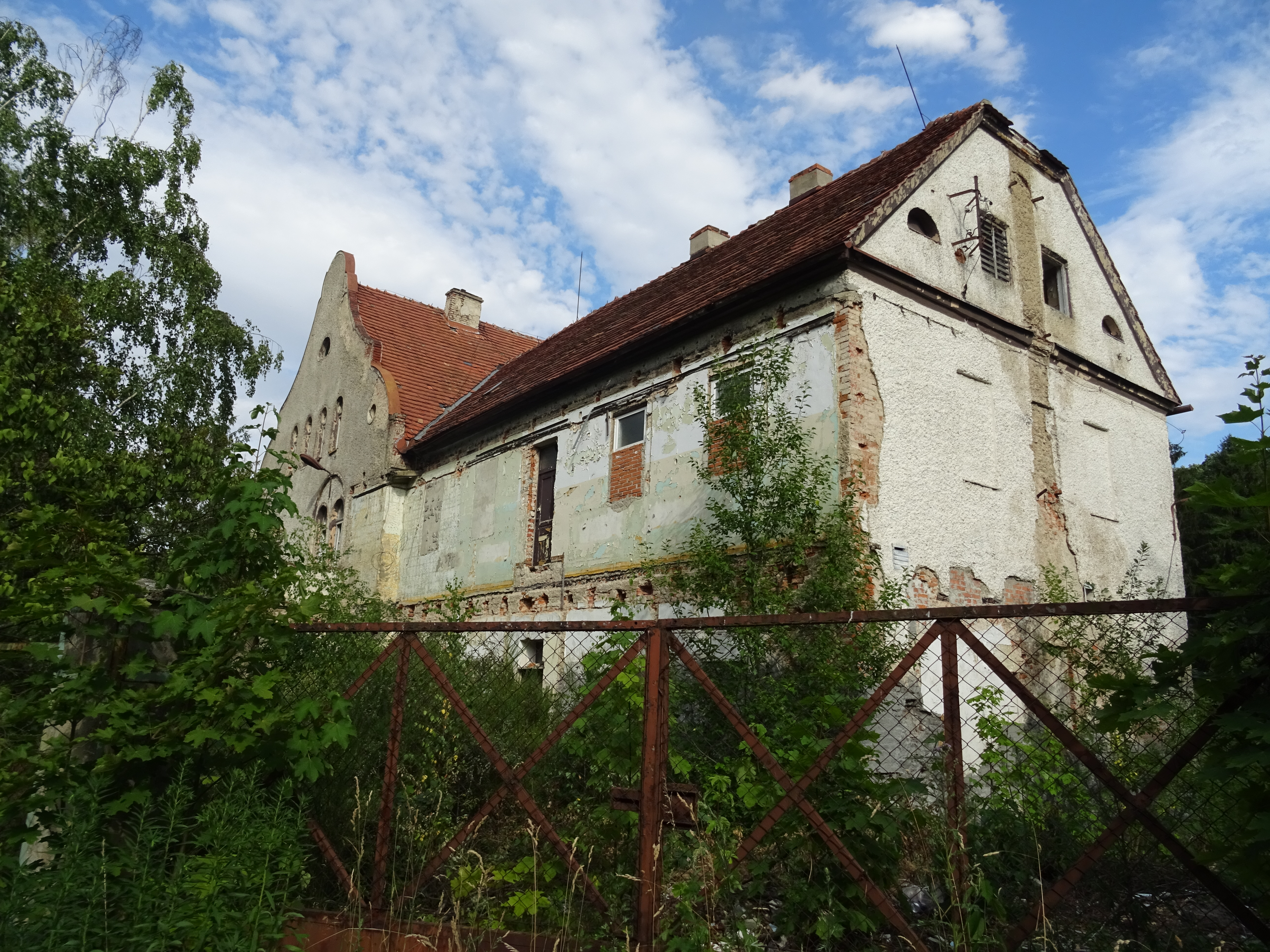